# Steff Schauvlieger
Steff Schauvlieger (Aalst, 19 september 2002) is een Belgische basketballer.

## Carrière
Schauvlieger doorliep zijn jeugdopleiding bij BC Okapi Aalst. In het seizoen 2018/19 maakte Schauvlieger zijn debuut in de Belgische eerste klasse, waar hij 2 wedstrijden speelde. In het seizoen 2020/21 speelde hij in 16 wedstrijden. In 2021/22 scoorde hij 2,2 punten gemiddeld, en gaf gemiddeld 1,9 assists uit per match. Dit over 18 gespeelde wedstrijden. In seizoen 2022/23 speelt Schauvlieger als startende pointguard. Na het seizoen 2023/24 maakte hij de overstap naar de Leuven Bears waar hij voor drie seizoenen tekende.